# DNA1980
『DNA1980』（ディーエヌエーイチキュウハチレイ）は、2013年7月19日に発売された、日本のアイドル歌手武藤彩未のカバー・アルバム。メジャーデビュー前にライブ会場、およびインターネット限定で発売された。
LP (314mm×314mm)サイズブックレット（写真集&ライナーノーツ）16ページ付き。初回プレス限定でシリアルナンバー刻印、武藤本人による直筆サイン入りの仕様となっている。

## 概要
1980年代に活躍した女性アイドル歌手の楽曲をカバーしたアルバム。武藤がメジャーデビューするにあたり、現代のアイドルポップの製作方法がDTM主流となる中、ディレクター松崎澄夫（キャンディーズ、アン・ルイス、テレサ・テンなどの曲のディレクションを担当）の「まずは本物を知ってほしい」との思いから、音楽が出来上がる過程を一から体験できる場として企画された。「生」のバンド・サウンドを創り上げるべく、レコーディングには日本を代表する音楽プレーヤー今剛、松原秀樹、三沢またろう、島村英二、中西康晴らが参加している。これにより、当時と同じレコーディング方法の中で細部にわたってこだわりぬき、音色までも1980年代サウンドを完全再現し、全曲生演奏で収録されたものとなった。

## アートワーク
パッケージは関根光才をはじめTYMOTE（ティモテ）などのクリエイターが担当。1980年代のビジュアル的センスを表現するため、フロントジャケットを当時のアイドル歌手のレコードジャケットを彷彿とさせるポートレート風の写真に、収納ケースをアナログLP盤と同サイズのゲートフォールド式ジャケット仕様で製作された。

## 収録曲
DNA1980 Vol.1
| #         | タイトル                 | 作詞      | 作曲      | 編曲      | 時間  |
| --------- | ------------------------ | --------- | --------- | --------- | ----- |
| 1.        | 「素敵なラブリーボーイ」 | 千家和也  | 穂口雄右  | 佐藤準    | 2:50  |
| 2.        | 「チェリーブラッサム」   | 三浦徳子  | 財津和夫  | 佐藤準    | 3:29  |
| 3.        | 「リ・ボ・ン」           | 三浦徳子  | 松田良    | 船山基紀  | 3:49  |
| 4.        | 「悲しみよこんにちは」   | 森雪之丞  | 玉置浩二  | 本間昭光  | 4:02  |
| 合計時間: | 合計時間:                | 合計時間: | 合計時間: | 合計時間: | 14:10 |

DNA1980 Vol.2
| #  | タイトル                   | 作詞       | 作曲       | 編曲     |
| -- | -------------------------- | ---------- | ---------- | -------- |
| 1. | 「スマイル・フォー・ミー」 | 竜真知子   | 馬飼野康二 | 本間昭光 |
| 2. | 「青い珊瑚礁」             | 三浦徳子   | 小田裕一郎 | 佐藤準   |
| 3. | 「涙のペーパームーン」     | 麻木かおる | 小田裕一郎 | 本間昭光 |
| 4. | 「セシル」                 | 麻生圭子   | NOBODY     | 船山基紀 |

## 解説
DNA1980 Vol.1
1. 素敵なラブリーボーイ
1982年にリリースされた小泉今日子のカバーシングル曲。原曲は林寛子で、1975年にリリースされた。
2. チェリーブラッサム
1981年にリリースされた松田聖子のシングル曲。
3. リ・ボ・ン
1985年にリリースされた堀ちえみのシングル曲。
4. 悲しみよこんにちは
1986年にリリースされた斉藤由貴のシングル曲。

DNA1980 Vol.2
1. スマイル・フォー・ミー 
1981年にリリースされた河合奈保子のシングル曲。
2. 青い珊瑚礁
1980年にリリースされた松田聖子のシングル曲。
3. 涙のペーパームーン 
1983年にリリースされた石川秀美のシングル曲。
4. セシル 
1988年にリリースされた浅香唯のシングル曲。

## 参加ミュージシャン
DNA1980 Vol.1
DNA1980 Vol.2